# Kenan Olcay
Kenan Olcay   (Turquia, 30 de novembre de 1913) fou un lluitador turc, especialista en lluita grecoromana, que va competir durant la dècada de 1940.
El 1948 va prendre part en els Jocs Olímpics d'Estiu de Londres, on guanyà la medalla de plata en la categoria del pes mosca del programa de lluita grecoromana.